# Dionisi de Milet (historiador)
Dionisi de Milet (en grec antic: Διονύσιος, llatí: Dionysius) va ser un logògraf de l'antiga Grècia que va néixer a Milet el segle vi aC i va viure fins a la primera meitat del segle v aC.
Segons la Suda, fou un dels historiadors més antics, contemporani d'Hecateu. Per les seves obres es dedueix que va viure almenys fins al 485 aC, atès que esmenta la mort de Darios I el Gran, de qui va escriure una història en cinc llibres. La Suda també li atribueix una obra amb el títol de Després de Darios (Tὰ μετὰ Δαρεῖον), i una altra intitulada Pèrsiques (Περσικά), escrites totes en dialecte jònic. Aquestes tres obres podrien ser diferents parts d'una mateixa obra, o bé les dues darreres serien formarien una sola obra i una continuació del primer títol.
La Suda atribueix altres títols a Dionisi de Milet (Troica, en tres llibres; Myithica; un cicle històric en set llibres, i una Periegesis del món sencer), però probablement es tracta d'una confusió entre aquest Dionisi i altres personatges del mateix nom, principalment Dionisi de Mitilene.